# Szocialista Párt (Hollandia)
A Szocialista Párt (hollandul: Socialistische Partij, rövidítése: SP)  egy hollandiai baloldali, demokratikus szocialista szellemiségű párt.

## Története
A párt 1971-ben alakult meg kommunista szervezetként Hollandia Kommunista Pártja/Marxisták-Leninisták néven, majd 1972-ben felvette a párt a jelenlegi nevét. A párt a kezdetekben vitát indított az értelmiség körében az osztályharccal kapcsolatban. A párt eleinte főleg a szakszervezetek, környezetvédelmi szervezetek és a bérlakások közös képviseleteiben volt népszerű. Emellett részt vettek számos helyi kezdeményezésben így számos önkormányzatban komoly befolyásra tettek szert, főleg Észak-Brabantban.  Habár a párt elindult az 1977-es ,
1981-es, 1982-es , 1986-os , 1989-es és 1994-es választásokon a Képviselőházban csak 1994 óta vannak jelen. Ennek oka, hogy a párt hosszú ideig a marxizmus-leninizmus eszméje mellett volt elkötelezett, 1991-ben a párt hivatalosan is szakított ezzel az eszmével, mivel elavultnak tartották.

### 1994 után
A párt először az 1994-es választás után került a Képviselőházba és 2 mandátumot szereztek. A Munkáspárt ugyanis középpárti lett így a Baloldali Zöldekkel együtt megnyílt a lehetőség a radikálisabb baloldali szavazatok megszerzésére. A párt 1998-ban 5, 2002-ben 9 mandátumot szerzett.
2006-os választások után a párt Hollandia harmadik legerősebb pártjává vált: a szavazatok 16,6%-ával 25 mandátumot szerzett, miután a leghatározottabban ellenezte a Második Balkenende-kormány reform intézkedéseit.  A párt a 2010-es választáson 10 mandátumot vesztett, 2012-ben nem vesztett, a 2017-es választáson viszont 1 mandátumot vesztett ismét.

## Ideológiája
A párt magát szocialistának és szociáldemokratának tartja. Kiáltványuk egy olyan társadalom szükségességét fogalmazza meg, ahol a legfontosabbak az emberi méltóság, egyenlőség és szolidaritás. Legfőbb témáik a foglalkoztatás, szociális juttatások,közbiztonság, közoktatás, egészségügy és az egészségügyi ellátás. A párt ellenzi a privatizálást és kritikus a globalizációval szemben.

## Fordítás
- Ez a szócikk részben vagy egészben  a   Socialist Party (Netherlands) című angol Wikipédia-szócikk ezen változatának fordításán alapul.  Az eredeti cikk szerkesztőit annak laptörténete sorolja fel. Ez a jelzés csupán a megfogalmazás eredetét és a szerzői jogokat jelzi, nem szolgál a cikkben szereplő információk forrásmegjelöléseként.